# 坂本寧
坂本 寧（さかもと やすし、さかもと ねい。1930年5月17日 - 2023年12月2日）は、日本の医師、画家、元坂本善三美術館名誉館長。

## 略歴
1930年（昭和5年）、熊本県菊池郡大津町に生まれる。1946年（昭和21年）より、絵を描き始める。熊本大学大学院医学研究科を修了した医師であり、熊本県宇城市で開業医として医業にたずさわりつつ作家活動を続けてきた。西孝親、坂本善三、海老原喜之助らに師事する。
特に坂本善三には、自身が10代の頃より善三が亡くなるまで長く師事した。善三の死後、坂本善三美術館の立ち上げに関わり、1995年（平成7年）、坂本善三美術館館長に就任する。なお、坂本善三と姓は同じであるが、血縁関係はない。抽象画、風景画、版画など幅広い制作活動を行い、熊本、東京、パリなど各地で個展を開催する。著作に、『善三先生と私』、『清六さんと私』がある。1960年 熊本大学 医学博士論文の題は「白血病及び白血病の骨髓に関する研究」。日本での評価より海外での評価が高い。
2023年12月2日、誤えん性肺炎のため死去、93歳。

## 年表
- 1930年 - 熊本県菊池郡大津町に生まれる。
- 1946年 - 絵を描き始める。
- 1993年 - 熊本県立美術館分館にて個展。
- 1995年 - 坂本善三美術館館長に就任。
- 2005年 - ルーブル美術館で開催されたアール・パリ展に出品。
- 2006年 - つなぎ美術館にて企画展。
- 2010年 - 不知火美術館で個展。
- 2023年 - 93歳で没。